# Cantonul Chambray-lès-Tours
Cantonul Chambray-lès-Tours este un canton din arondismentul Tours, departamentul Indre-et-Loire, regiunea Centru, Franța.

## Comune
- Chambray-lès-Tours (reședință)
- Cormery
- Esvres
- Saint-Branchs
- Truyes